# Османов, Гамид Гамидович
Гамид Гамидович Османов (род. 4 мая 1928, село Урахи, Сергокалинский район, ДАССР, РСФСР, СССР — ум. 16 января 1979, город Махачкала ДАССР, РСФСР, СССР) — советский историк-кавказовед, доктор исторических наук, профессор, переводчик. Заслуженный деятель науки РСФСР и Дагестанской АССР, один из ведущих советских учёных – историков вышедших на научную арену XX века.

## Биография
Родился в 1928 году в селе Урахи Сергокалинского района Дагестанской АССР в семье сельских тружеников.
Рано лишился отца. Учился в Урахинской школе – семилетке, далее с отличием окончил Сергокалинское педагогическое училище, и в 1946 году поступил на исторический факультет Дагестанского государственного педагогического института им. С. Стальского, который закончил с отличием в 1950 г. Трудовую деятельность начал еще, будучи студентом. Заведовал кабинетом основ марксизма-ленинизма Даггоспединститута.  
С 1947 по 1949 гг. – редактор редакции пропаганды и даргинских передач в радиокомитете Дагестанской АССР. 
С отличием окончив институт, в конце 1951 г. поступает в аспирантуру Дагфилиала АН СССР по специальности «История СССР». Это был второй набор при филиале в аспирантуру.  
В период учёбы в аспирантуре окончательно определились основные направления его научных интересов – исследования проблем социально-экономической истории страны, в частности Кавказа. 
В 1952 г., будучи аспирантом, становится первым ответственным редактором журнала «Гьалмагъдеш» («Дружба») на даргинском языке.  
Окончив аспирантуру Дагфилиала АН СССР в 1954 г., устраивается на работу в Институт истории, языка и литературы Дагестанского филиала АН СССР, где проработал вплоть до смерти.  
Скончался от продолжительной болезни в 1979 году в возрасте 50 лет. Похоронен в городе Махачкала. 

## Научная деятельность
В 1954–1956 гг. – младший научный сотрудник Института истории, языка и литературы Дагестанского филиала АН СССР. (ИЯЛ)
В январе 1955 г. на заседании Совета Института истории АН СССР успешно защитил кандидатскую диссертацию. Его работа называлась «Подготовка массового колхозного движения в Дагестане». 
В этой своей первой значительной научной работе Г. Османов впервые в историографии сделал весьма успешную попытку проанализировать социально-экономические и общественно-политические процессы в Дагестанском ауле в 20-е г. г XX века.
Став кандидатом наук Гамид Гамидович Османов значительно расширил область научного поиска, он увлеченно занимается исследованием вопросов социально-экономической истории Дагестана конца XIX – начала XX в.в., истории революционного движения, социально-демократических организаций, социально-экономических и общественно-политических предпосылок Февральской и Октябрьской социалистической революций. 
В 1957–1959 гг. – по решению Дагестанского обкома КПСС Г. Османов назначается на должность заместителя директора Дагестанского филиала Института марксизма-ленинизма при ЦК КПСС.  
В начале 1960 г. ИМЛ  был закрыт и Г. Османов возвращается в Институт истории, языка и литературы Дагестанского филиала АН СССР на должность старшего научного сотрудника. Здесь в институте он тщательно изучает материалы переписей 1886, 1897 и сельскохозяйственные переписи 1917 г.г. Особенно трудоёмкими оказались  извлечение и изучение нужных фактических данных, их обобщение из материалов сельскохозяйственной переписи 1917 г. 
С 1965 по 1974 гг. – заместитель директора, заведующий сектором социологии и истории КПСС Института ИЯЛ.
С 1971 по 1979 гг. – заведующий кафедрой истории КПСС Дагестанского сельскохозяйственного института (ДСХИ). 
Итогом многолетнего упорного труда ученого явилось капитальное исследование «Социально-экономическое развитие Дагестанского до колхозного аула», которое Г. Османов представил в 1964 г., в качестве докторской диссертации на Совете Института истории СССР АН СССР. Г. Османову было 36 лет, и он стал самым молодым доктором наук в Советском Союзе. 
В 1965 г., труд молодого доктора наук был издан в издательстве «Наука» в г. Москва. Монография ученого была высоко оценена научной общественностью, в печати. Доктор исторических наук Софья Якубовская, выступавшая официальным оппонентом по докторской диссертации Г. Османова писала, что она выполнена на высочайшем уровне. 
В 1966 г., присвоено учёное звание профессора по специальности История СССР.
В 1968 г. Указом Президиума Верховного Совета ДАССР Г. Г. Османов награждён Почётной грамотой с присвоением звания «Заслуженный деятель науки Дагестанской АССР»
В последующие годы Г. Османов активно участвовал в подготовке четырехтомной истории народов Северного Кавказа. Академик РАН, доктор исторических наук Юрий Поляков, руководивший подготовкой III тома характеризовал Гамида Гамидовича, как талантливого учёного, замечательного человека, лучшего автора тома. Разделы, написанные профессором Г. Османовым получили высокую оценку при обсуждении тома. Под его руководством были подготовлены и изданы «Очерки истории дагестанской организации КПСС». Опубликовал более 70 научных работ, издал 5 монографий.
Он был членом экспертных комиссий и научных советов АН СССР по важнейшим проблемам.  
Подготовил 2 докторов и 10 кандидатов наук.  Награждён орденом Трудового Красного Знамени, медалью «Ветеран труда». 

## Публицистическая деятельность
Г. Османов провел большую работу по публикации научного и творческого наследия видного государственного и общественно-политического деятеля Дагестана, своего сельчанина и первого прокурора, председателя народного суда и наркома просвещения ДАССР, профессора МГУ им М. В. Ломоносова, доктора права Алибека Алибековича Тахо-Годи.
В 1954 г., подготовил и издал новый сборник стихов классика Дагестанской литературы, отца даргинской поэзии, также своего сельчанина Омарла Батырая под названием «Далуйти» (Песни) тиражом 2500 экземпляров.  
В том же году издал сборник стихов другого известного даргинского поэта Азиза Иминагаева «Назмурти» (Стихи). 
Г. Османов был также и хорошим переводчиком. Перевёл на даргинский язык ряд произведений российских и зарубежных авторов. 
В 1949 году в Даггизе был издан сборник избранных произведений А. С. Пушкина в переводе с русского на даргинский язык Р. Рашидова, М. Агаларханова, Х. Сулейманова, С. Абдуллаева и др. В этот сборник вошли тексты 27 произведений А. С. Пушкина, в т.ч 6 произведений в переводе Г. Османова: «Песня о Стеньке Разине», «Наполеон и черногорцы», «Анчар», «Цыгане», «Я вас любил», «Не пой красавица при мне». 

## Монографии
- «Коллективизация сельского хозяйства в Дагестане» (Махачкала, 1961) [5]
- «Социально-экономическое развитие дагестанского до колхозного аула» (М., 1965)
- «Аграрные отношения в Дагестане в период строительства социализма» (М., 1970) [6]
- «Очерки истории Дагестанской организации КПСС» (Махачкала, 1972)
- «Генезис капитализма в сельском хозяйстве Дагестана» (М., 1984).[7] [8]